# Alacranes del Almendares

Insignia del equipo

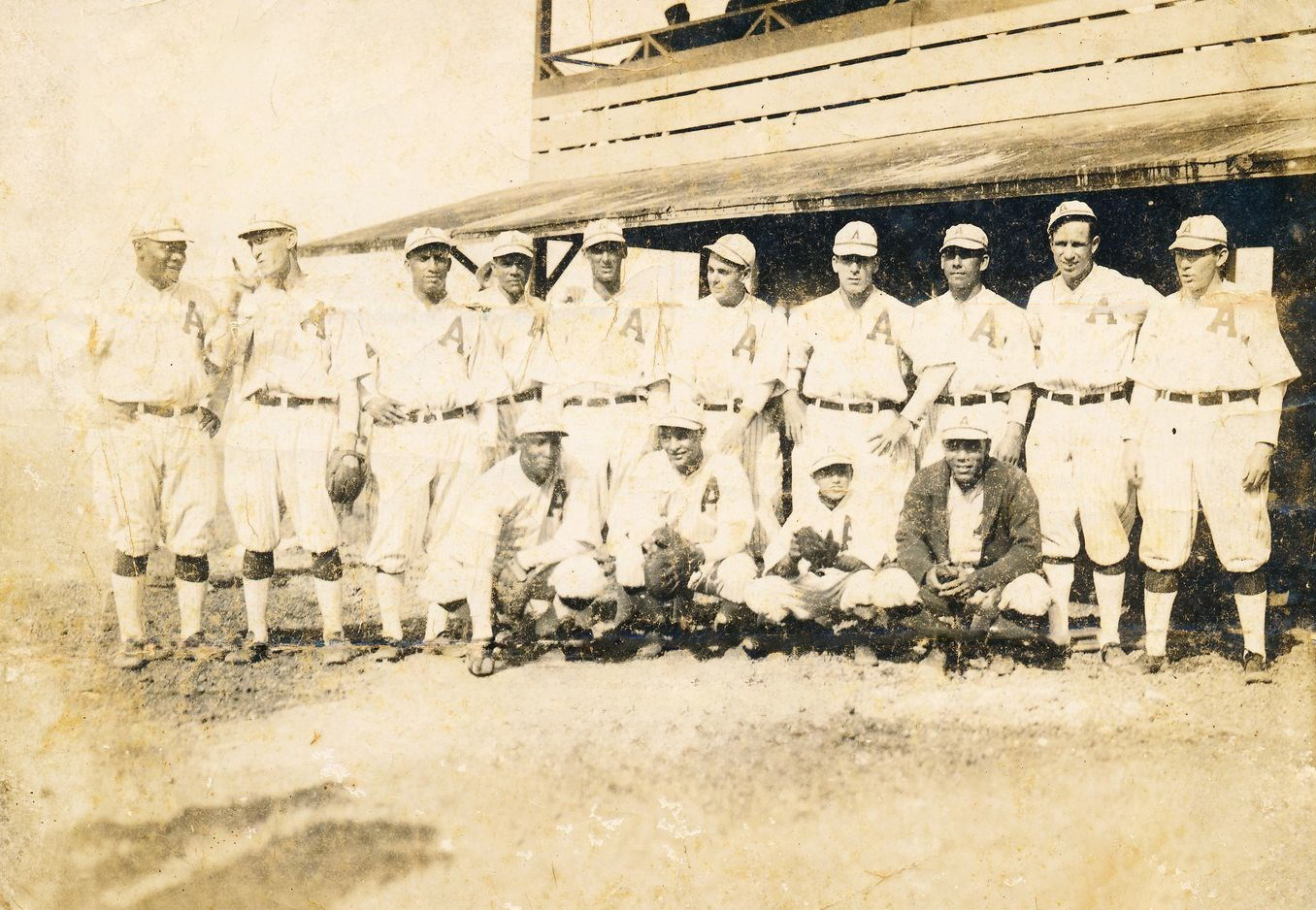
Club Almendares en 1919

Alacranes del Almendares, también conocidos como  Azules de Almendares, por el color de su uniforme, fue un equipo de béisbol profesional de Cuba fundado en 1878 por iniciativa de Carlos Zaido y Teodoro Zaido, predecesor del actual Industriales. Formaron parte de la Liga Cubana de Béisbol hasta su disolución en 1961, cuando Fidel Castro prohibió el deporte profesional, siendo afectados el béisbol y el boxeo. Tenían su base en La Habana, primero en el barrio del Cerro y luego en la Quinta de los Molinos. Su uniforme fue de color azul.
Almendares logró obtener 25 campeonatos y 24 subcampeonatos de los 71 en los que participó en el béisbol profesional cubano, sólo superado por su "eterno rival" los Leones del Habana, también conocidos como El Habana que obtuvieron 31 campeonatos. Su principal eslogan era "el que le gane al Almendares se muere". El primer campeonato en ganar fue el de 1893-1894 y además fueron campeones en dos oportunidades de la Serie del Caribe, en la primera edición en 1949 y luego en 1959, ambas de manera invicta.

## Récord en Serie del Caribe
| Año  | Sede      | Pos. | Ganados | Perdidos | Pct.  | Manager           |
| ---- | --------- | ---- | ------- | -------- | ----- | ----------------- |
| 1949 | La Habana | 1.º  | 6       | 0        | 1.000 | Fermín Guerra     |
| 1950 | San Juan  | 3.º  | 3       | 3        | .500  | Fermín Guerra     |
| 1954 | San Juan  | 2.º  | 3       | 3        | .500  | Bobby Bragan      |
| 1955 | Caracas   | 3.º  | 2       | 4        | .333  | Bobby Bragan      |
| 1959 | La Habana | 1.º  | 5       | 1        | .833  | Clemente Carreras |